# Kanton Vaour
Kanton Vaour (francouzsky Canton de Vaour) je francouzský kanton v departementu Tarn v regionu Midi-Pyrénées. Tvoří ho devět obcí.

## Obce kantonu
- Itzac
- Marnaves
- Milhars
- Montrosier
- Penne
- Le Riols
- Roussayrolles
- Saint-Michel-de-Vax
- Vaour